# ヴァネッサ (KOF)
ヴァネッサ (Vanessa) は、SNK（SNKプレイモア）の対戦型格闘ゲーム『ザ・キング・オブ・ファイターズ』シリーズに登場する架空の人物。

## 概要
『ザ・キング・オブ・ファイターズ』（以下『KOF』と表記）のシリーズ6作目『KOF'99』のドリームキャスト移植版『KOF'99 EVOLUTION』でセスと共にストライカー専用キャラクターとして初登場。その後シリーズ7作目の『KOF2000』（以下『2000』と表記）で正式にプレイヤーキャラクターとして登場し、バックストーリーや設定が公開された（後に4歳の子供がいることも判明）。
アイビーグリーンのフレアパンツに腹部を露出したノースリーブの白シャツに赤ネクタイとアレンジこそあるが、セスの衣装に近いコーディネートをしている。格闘スタイルがボクシングのため、手にはグローブをつけている。なお、パンツをサスペンダーで留めているが、サスペンダーがシャツの下を通っている。『KOF XIV』（以下『XIV』と表記）ではデザインがマイナーチェンジされ、シャツにレースの装飾が入り、パンツはパープルをベースとしたストライプ柄、足元はサイドゴアブーツからサンダル履きに変更されている。
表向きは主婦だが、実際の職業はエージェント。『2000』のノベライズ版で受け取った報酬を迷わず家庭に回しているなど家庭を大事にしている描写が見られる。
年齢は30歳であり、年齢が判明している『KOF』全女性キャラクター中で最年長。そのため、対戦前デモでは他の若い女性キャラクターに対して若さをうらやむ台詞を言い、女子高生だが見た目が幼い桃子に対しては勝利デモで「ここまでくると、ほとんど娘」と独白する一幕もある。
チームを組んだラモンに惚れられ、熱烈なアプローチを受けている。既婚者なので彼になびくことはないが、キツい拒絶をするわけではなく、大人な反応でラモンを傷つけない程度に流している。
過去に国の研修機関に入っていた時にブルー・マリーの恋人であったブッチと知り合い、カクテル「ブルー・マリー」のレシピを教わった事があったらしい。ただし、あくまで知り合いに過ぎなかったようで、ブッチの死に関してはマリーから聞くまで知らなかった。
『2000』では主催者側の意向でK'、マキシマ、ラモンの3名と組んで「主人公チーム」として参戦する。作戦の指揮を執っていたリング司令がゼロ（クローン）にすり替わっていたため、結果的にヴァネッサもゼロに騙されることとなる。『KOF2001』（以下『2001』と表記）では前回の縁でついてきたラモンと同業のセス、そして八神庵と組み「庵チーム」として参加。『KOF2002』（以下『2002』と表記）では、『KOF'96』の庵チームが復活したため庵が抜け、「KOF2000チーム」として出場。『KOF NEOWAVE』（以下『NEOWAVE』と表記）では隠しキャラクターとしてシングルで参加。『KOF XI』（以下『XI』と表記）ではセスが請け負ったハイデルンからの依頼により、「エージェントチーム」として同業であるブルー・マリー、そしてラモンと組んだ。
『KOF XIII』及び『XIV』の女性格闘家チームのエンディングにおいては、同2作品の女性格闘家チームのメンバーと同2作品の大会では不参加だった女性格闘家達と一緒にパオパオカフェに来店している。なお、ラモンは『XIV』でプレイヤーキャラクターとして登場し、ヴァネッサ自身もDLCキャラクター（アーケード版では通常キャラクター）として登場している。
また、『2002』から一部『リアルバウト餓狼伝説2』に登場していたリック・ストラウドの技をオマージュした技も持っている（技名は異なるが掛け声は同じ）。設定上でヴァネッサとリックに接点があるかは不明だが、『2002』ではセスがリックの事を知っていると思われる台詞を勝利画面で発言している。

## 技の解説
格闘スタイルがボクシングのため、技は全てパンチのみとなっているが、例外としてふっとばし攻撃のみ蹴り技を使う。
以降での「右」「左」は右向き時（1P時）に準じた形で記述しているが、ゲーム中でのグラフィックは左右反転で処理されているため、左向きの時（すなわち、2Pで対戦を開始した場合の向き）はこれらが逆になるので注意が必要である。

### 特殊技
ワンツーパンチャー
軽いボディブローから、アッパーを叩き込む。『XI』ではモーションが変わり、2段目が中段判定のフックになっている。
スライディングパンチャー
ヘッドスライディングの体勢から、足元を狙ったパンチを放つ。

### 通常投げ
ダイナマイトパンチャー
至近距離からアッパーカットを繰り出す。『XI』では「クリンチパンチャー」同様にボディブローを叩き込んでから、アッパーで締める。
クリンチパンチャー
クリンチで動きを止めた後、ボディブローを数回叩き込んで、相手を後ろに放り投げる。ボタン連打で攻撃回数が増える。
『XIV』ではラストに相手を地面に叩き付けるようになった。
バレットパンチャー
『XIV』で「ダイナマイトパンチャー」の代わりに搭載された技。相手の胸倉を掴んで引き寄せ、フックやボディブローを叩き込んでから、アッパーで吹き飛ばす。

### 必殺技
マシンガンパンチャー
ボディブローを連続して放ち、締めにアッパーカットを決める。ボタン連打によってボディブローの攻撃回数が増える。
フォビドゥンイーグル
衝撃波を纏った右フックと左アッパーをX字状に繰り出す。強のみヒット時に追撃が可能。また、『XI』では衝撃波の色が変わった。前述したリック・ストラウドの必殺技「ヘリオン」がモデルであり、ボイスも「ヘリオン!」となっている。
パンチャーウィービング
その場でウィービングを行う技。ボタンを押している間は連続してウィービングし続ける。発動時に全身無敵になる他、継続中は常に上半身無敵。また、ボタンを押したまま追加入力をすることで派生技に移行する。
パリングパンチャー
「パンチャーウィービング」からの派生技。『2002』までは単体でも出せたが、『XI』で派生のみとなった。その場でフックを繰り出す技。出際にガードポイントがあり、飛び道具に合わせると、弱で相殺して、強だと跳ね返す。また、『2001』までは無敵時間があったが、『2002』で消失した。

ダッシュパンチャー
「パンチャーウィービング」からの派生技だが、単体でも出すことが可能。低姿勢で前方に突っ込み、アッパーカットを仕掛ける。ヒット時は追撃可能の状態で相手を浮かせる。派生版ではほとんど前進せずにアッパーを仕掛ける。
パンチャービジョン
「パンチャーウィービング」からの派生技だが、こちらも単体でも出すことが可能。残像が見えるほどの速さで移動する。前方・後方の2種類があり、どちらからも派生技に移行できる。また、ここから「パンチャーウィービング」に再派生することも可能。
パンチャーアッパー
「パンチャービジョン」からの派生技。右アッパーから左のアッパーにつなぐ技。
パンチャーストレート
「パンチャービジョン」からの派生技。パンチャービジョン前方・後方のどちらから出したかで技が若干変わり、前方から出すと右アッパーから左ストレートにつなぐ二段技、後方から出すと直接ストレートを繰り出す単発技になる。前方版はストレートをガードさせると相手をガードクラッシュさせ、後方版は『XI』で特殊空中ヒット判定がついた。また、『2001』ではどちらもヒット時にワイヤーダメージを誘発する。

### 超必殺技
クレイジーパンチャー
相手に突撃して無数のパンチを浴びせ、ストレートで締める乱舞技。MAX版ではパンチの回数が増える。どちらも最後には手を痛める仕草を見せる。また、『XI』の「パンチャーフィニッシュ」時は背後に回って、さらにパンチを浴びせた上に締めがアッパーカットに変わる。
チャンピオンパンチャー
重いダウンブローからボディブローへつなぎ、気絶した相手に「パンチャーウィービング」からアッパーカットを繰り出す。打撃投げ扱いで、近距離でしか出せない。『XI』の「パンチャーフィニッシュ」時は締めが多段ヒットするストレートに変わる。
マックスパンチャー
発動することで一定時間、『2002』のどこでもキャンセルが可能になるリーダー超必殺技。『XI』のみの技。
パンチャーフィニッシュ
「クレイジーパンチャー」と「チャンピオンパンチャー」からのドリームキャンセルでしか出せない、もう1つのリーダー超必殺技。それぞれ、技後半の構成と締めの攻撃がパワーアップする。『XI』のみの技。
ガイア・ギア
強力なアッパーカットで相手を浮かし、風を纏ったストレートで吹き飛ばすMAX2。「フォビドゥンイーグル」同様、リック・ストラウドの超必殺技「ガイアブレス」がモデルであり、ボイスもリックのものと同じ内容になっている。『2002』及び『NEOWAVE』のみの技。『KOF2002 UNLIMITED MATCH』では「ガイアブレス」とほぼ同様の演出になっている。
インフィニティーパンチャー
拳に唇を当てる素振りから、振りかぶって風を巻き上げるほどのパンチを放ち、ヒット時はウィービングをしながらジャブを連続で打ち込み、最後にバックステップから高速で接近して、顔面に力強いストレートを浴びせるCLIMAX超必殺技。『XIV』で使用する技。
ヒット時のジャブを連続で打ち込む動作は、『2000』における「パンチャーウィービング」の通常技キャンセルを利用した永久連続技を再現したもの。

### ストライカー動作
ハードパンチャー
画面端から現れ、攻撃範囲に入るとパンチの連打を浴びせる。

## 担当声優
- 南かおり（『XI』以前の各種作品）
- 秦真由美（『XIV』、『XV』、『THE KING OF FIGHTERS ALLSTAR』）

## 関連人物
- セス ― チームメイト、同業者
- ラモン ― チームメイト、好意の協力者
- K' ― 『KOF 2000』でのチームメイト
- マキシマ ― 『KOF 2000』でのチームメイト
- 八神庵 ― 『KOF 2001』でのチームメイト
- ブルー・マリー ― 『KOF XI』、『KOF XV』でのチームメイトにして同業者、『餓狼伝説』のキャラクター
- ルオン - 『KOF XV』でのチームメイト、同業者?